# 蚊取り線香

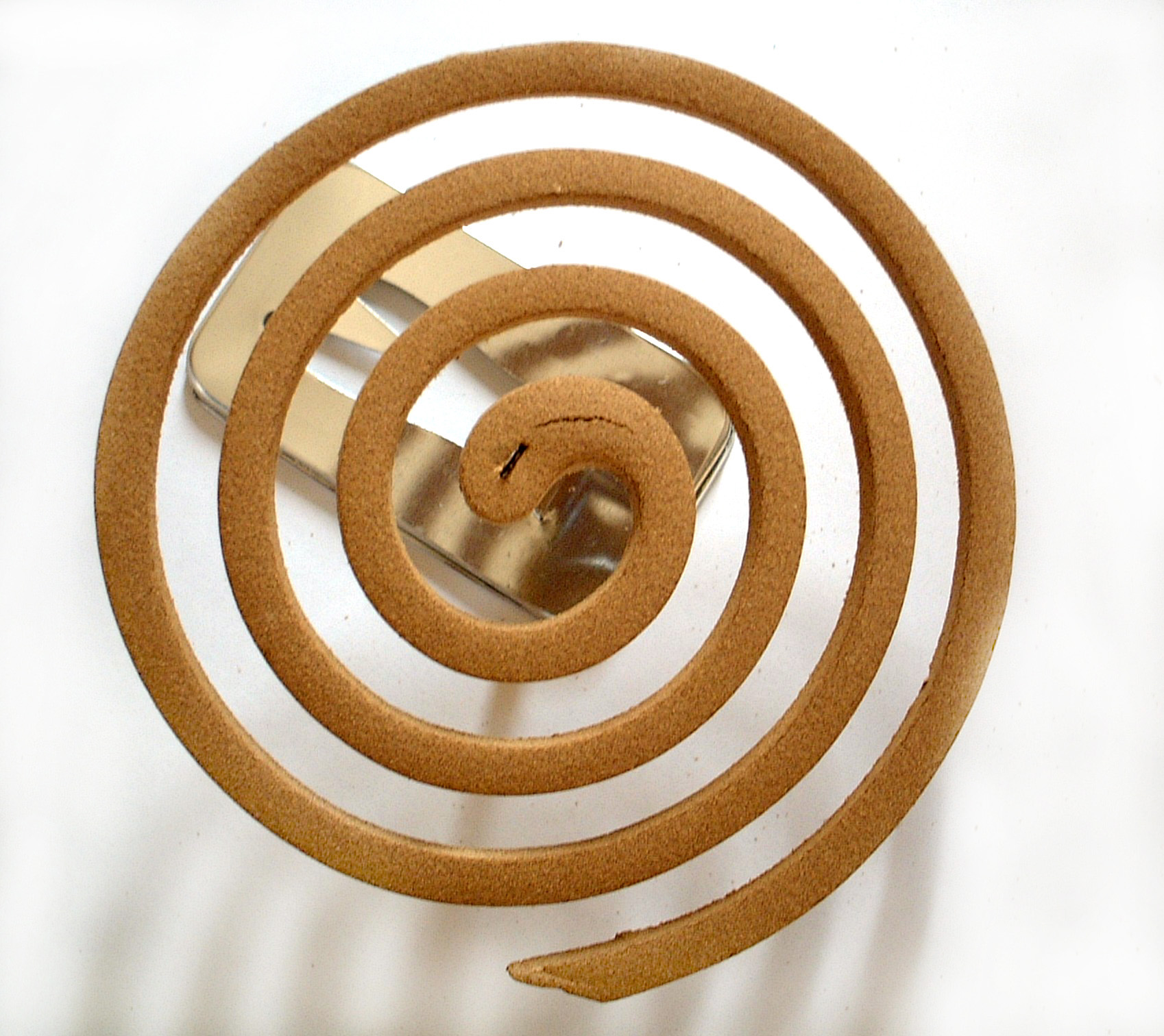
線香立に固定した状態の蚊取り線香（真上から）。香料や着色料の成分により、緑や赤といった色もある。

蚊取り線香（かとりせんこう）とは、主に蚊を駆除する目的で、線香に除虫菊の有効成分（ピレトリン）や類似のピレスロイド系成分を練り込んだ燻煙式渦巻き型の殺虫剤である。

## 材料・薬効

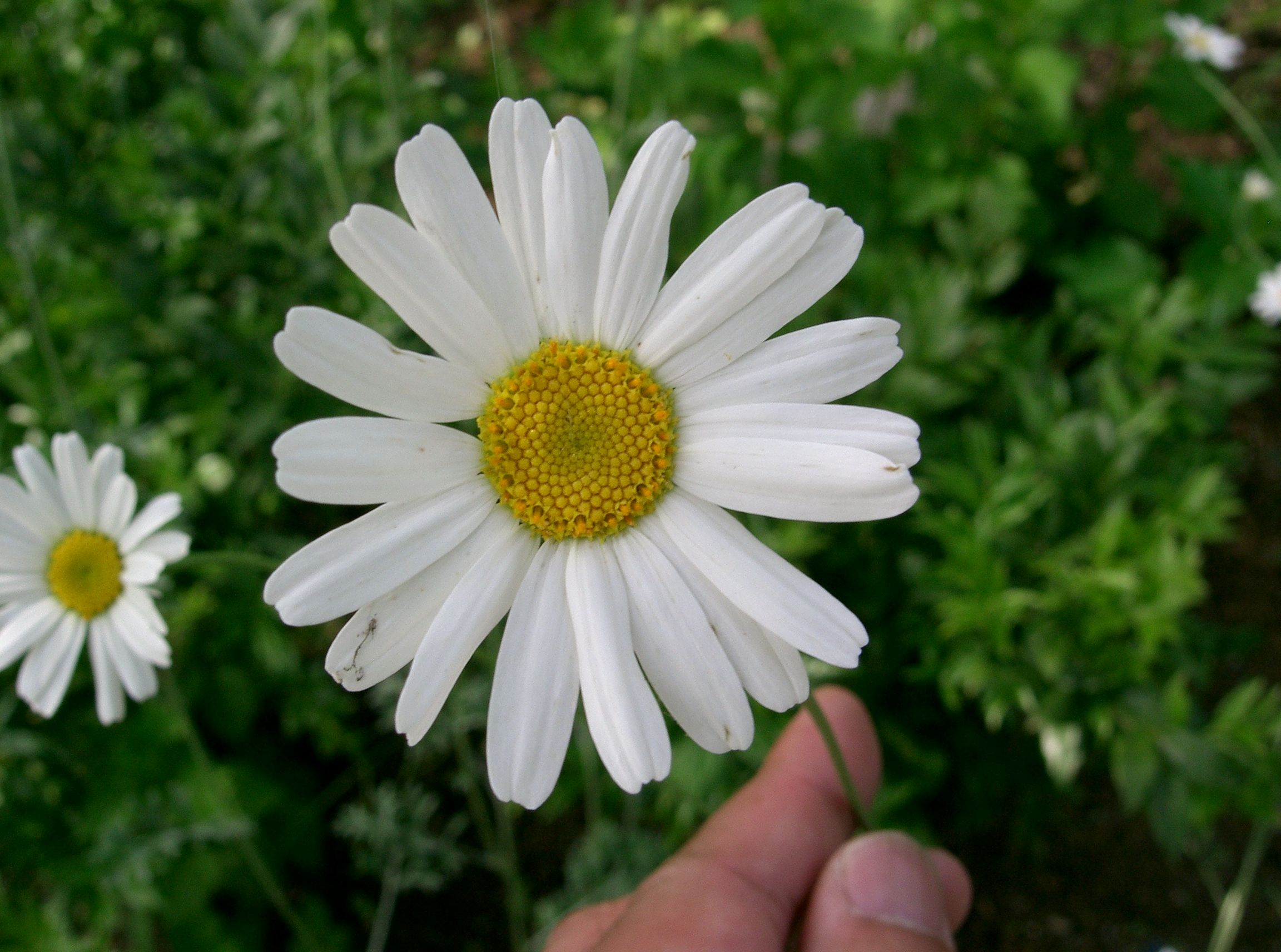
初期の蚊取り線香では、花から取られる天然成分のピレトリンが利用された。除虫菊の胚珠部分にピレスロイドが含まれている。また、天然志向の観点から今でも天然成分のピレトリンのみを使った蚊取り線香は数多く存在している

原料は粕粉（除虫菊の地上部分を半年間乾燥させたもの）、タブ粉、でんぷん、ピレスロイド（除虫菊に含まれる有効成分）、染料など。粉末状、棒状、渦巻状などに成形される。色は緑色がほとんど。7時間ほど燃焼するものが多いが、燃焼時間3時間程度の小巻の物や、12時間程度燃焼するものもある。
使用するには先端に着火し、最初に出る炎を吹き消して燠（おき）の状態にする。このようにすると不完全燃焼によって煙が立ちのぼるようになる。この煙そのものに蚊を殺す効果があると思われがちだが、実際には燃焼部分の手前で高温により揮発する化学物質（ピレスロイド）に殺虫作用がある（煙と異なり目には見えず、周囲に拡散して殺虫効果を生じさせている）。
今日では、全化学合成したピレスロイド系殺虫剤が使われている。除虫菊の代わりにレモングラスの成分などを使用した製品もあるが、そちらには忌避効果はあるものの殺虫効果はない。蚊取り線香メーカーによっては煙の少ないもの（逆に野外作業用で、羽虫が嫌う煙の多いものもある）、花の香料（ビャクダンやバラ他）や果物の香料を練りこませたものも発売している。タイではラベンダーの香りが人気だという。人間以外にペット用や、畜舎で使用する畜産用の大型などもある。屋外用ではアブやブユなどにも効果を発揮する製品も登場している。
日本での主な生産地は、和歌山県有田市である。有田市では地元の除虫菊を使った蚊取り線香を製造していた企業が1社あったが、2014年10月に製造を停止した。
開発国の日本を始めとして、世界でも生産・輸出されている。アメリカ合衆国ではモスキートコイル (Mosquito Coil) として売られている（但し、その利用に関して言えば有名ではない）。家庭の電化が遅れ、停電が頻発している国家や地域でも火種さえあれば使用でき、最後まで安定した効果が持続するので、蚊をはじめとする羽虫の防除で東南アジアを中心に普及し、蚊帳と共に、カ媒介の感染症であるマラリア・デング熱予防を期待して利用されている。一方で、科学的にはマラリア・デング熱の予防に有効とのエビデンスは得られていない。

## 開発の歴史と形状
和歌山県の上山英一郎（大日本除虫菊株式会社の創業者）は、1886年に福澤諭吉より紹介されたH.E.アモアより除虫菊の種子を譲り受ける。上山は、平安時代から日本に残る伝統的な風習「蚊遣り火」のように粉末状にした除虫菊におがくずを混ぜて燃やす方法を考えたが、夏に季節はずれの火鉢が必要であったために普及には至らなかった。
そこで上山は、今度は線香に除虫菊を練り込むことを考案、1890年に世界初の棒状蚊取り線香「金鳥香」が誕生した。 棒状のものが製造されていたが粉末のものは扱いにくく、棒状のものは立てて使うために線香が倒れ火災が発生することも少なくなかった。最大の欠点は、線香の形状から長時間の燃焼が難しかったことで、約20cmの長さで約40分が限界だった。棒状線香を単純に伸ばしただけでは輸送や保管に不便である上に燃焼中に倒れやすくなるので、延長にも限度があった。
現在、日本で普及している渦巻き形の蚊取り線香のデザインは、1895年からのものであり、上山の妻・ゆきの発案とされる（倉の中でとぐろを巻く蛇を見て驚き、夫の元に駆けつけ告げたのが発想の元になったという）。このデザインにすると、燃焼時間が長くなり、かつ嵩張らない。例えば、大日本除虫菊の製品では渦巻きを解きほぐすと、全長は75cmに達し、一度の点火で7時間使用できる。この7時間とは、睡眠時間に合わせたものである。また、寝かせた状態で使うので、従来の形状よりも安全に取り扱えるようになった。
なお、考案されてから長きにわたり、人の手によって渦巻き状に成形してから、乾燥させて固める生産方式を採っていたが、1955年ころから自動化により、現在の渦巻き型の型抜き機械による成形に移行した。
他に短時間用・長時間用・線香が太い物などの種類があり、外国産のものには、四角形や六角形のものもある。

### 蚊取り線香の歴史
- 1886年（明治19年） 除虫菊がアメリカ合衆国から渡来し、和歌山県、東京都、熊本県などで栽培され始める。和歌山県のみかん農園であった上山も種子交換により播種、栽培をはじめる。
- 1888年（明治21年） 上山により粉末状の蚊取り線香が作られる。
- 1890年（明治23年） 棒状の蚊取り線香が作られる。
- 1895年（明治28年） 渦巻き型の蚊取り線香が作られる。
- 1943年（昭和18年） 大同除虫菊（現在のライオンケミカル）が世界初の蚊取り線香自動製造機を開発する。
- 1955年（昭和30年）頃 合成ピレスロイドの実用化が始まる[11]。

### 映画『この一筋の煙に』
蚊取り線香の研究開発の様子やプロセスを紹介する映画『この一筋の煙に　大日本除虫菊中央研究所』が、大阪万博開催の前年にあたる1969年（昭和44年）、大日本除虫菊の企画の下、東京文映により製作された《カラー・21分》。映画タイトルの通り、大日本除虫菊の研究施設（大日本除虫菊中央研究所）で繰り広げられる蚊取り線香の研究開発の現場を映し出しているが、これと共に、大日本除虫菊による蚊取り線香発明の歴史についても若干触れられている。
当該映画作品は、科学映像館に於いて無料公開されている。

## 使用法

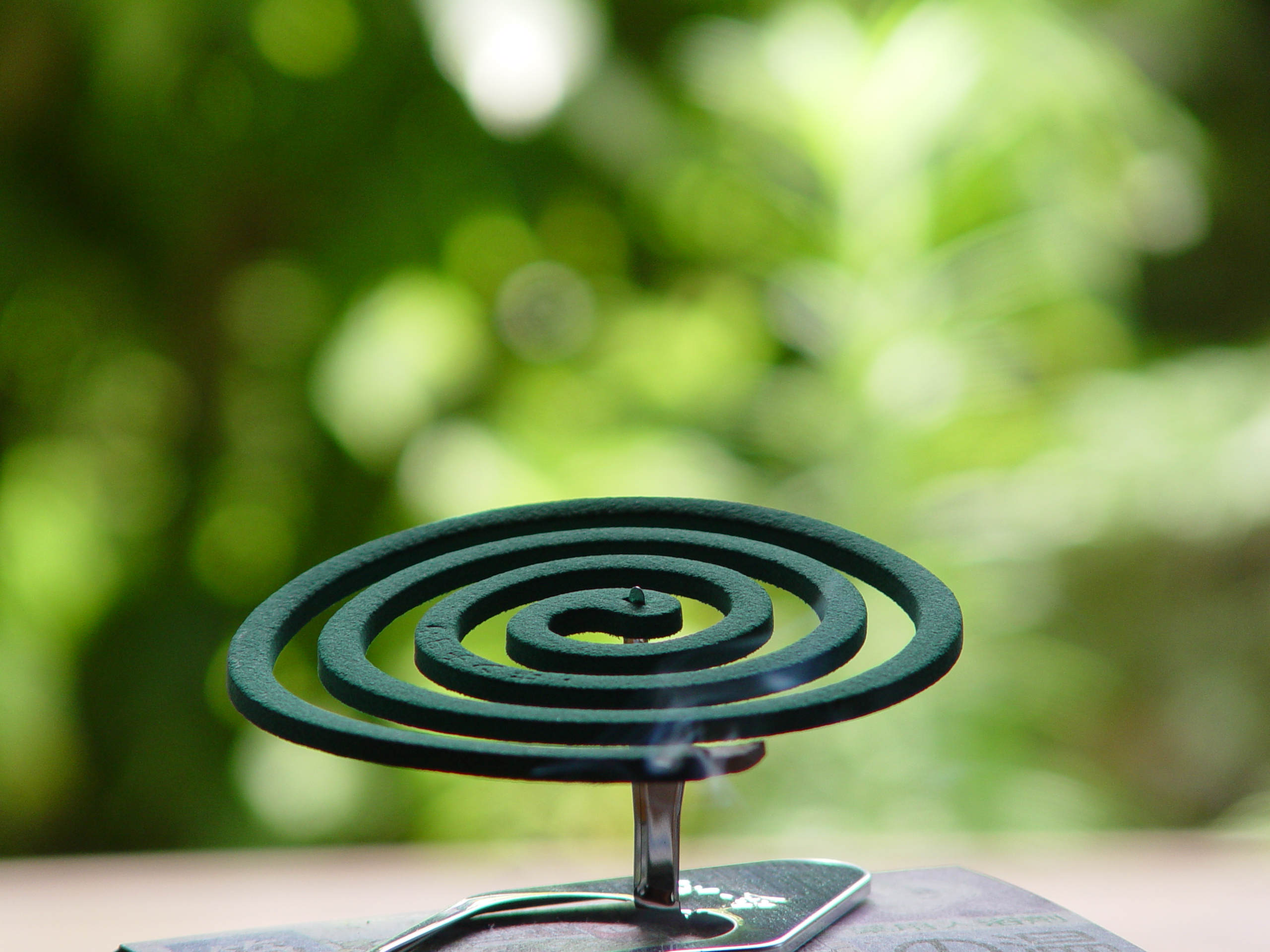
燻る様子

渦巻型の蚊取り線香は中心部分を金属製でY字型の突起になっている線香立に固定して用いられることが多く、使用している際には灰が落ちるので、その受け皿として、金属製の線香皿や陶製の蚊遣器（かやりき）が用いられる。また、このようなY字型の線香立ではなく、耐熱性のガラス繊維に直接載せる線香皿もある。
蚊取り線香が複数枚封入されている製品には、アルミニウム製の線香立や線香皿を封入している。缶の蓋を裏返すと中心部分に直接Y字型の突起が切り込まれており、これを引き起こして線香皿として使用できるようにした製品や、金属缶の蓋部分に綿状のガラス繊維が敷かれており、そのまま線香皿として利用できるようにした製品もある。また、陶製の蚊遣器には代表的なものとして、ブタを模した蚊遣豚（かやりぶた）があり、夏の風物詩となっている。
また、キャンプやアウトドアや野外作業など、屋外での利用を想定した吊り下げ方式（フック付き）の線香皿もある。フックは線香皿の外周についており、吊るすときは線香が垂直になるので、ガラス綿に載せた上から金網で押さえて固定する。
これらの用具を用いることで、燃焼を伴う製品ながら安全に使用できる。皿または台が同梱されていることもある。

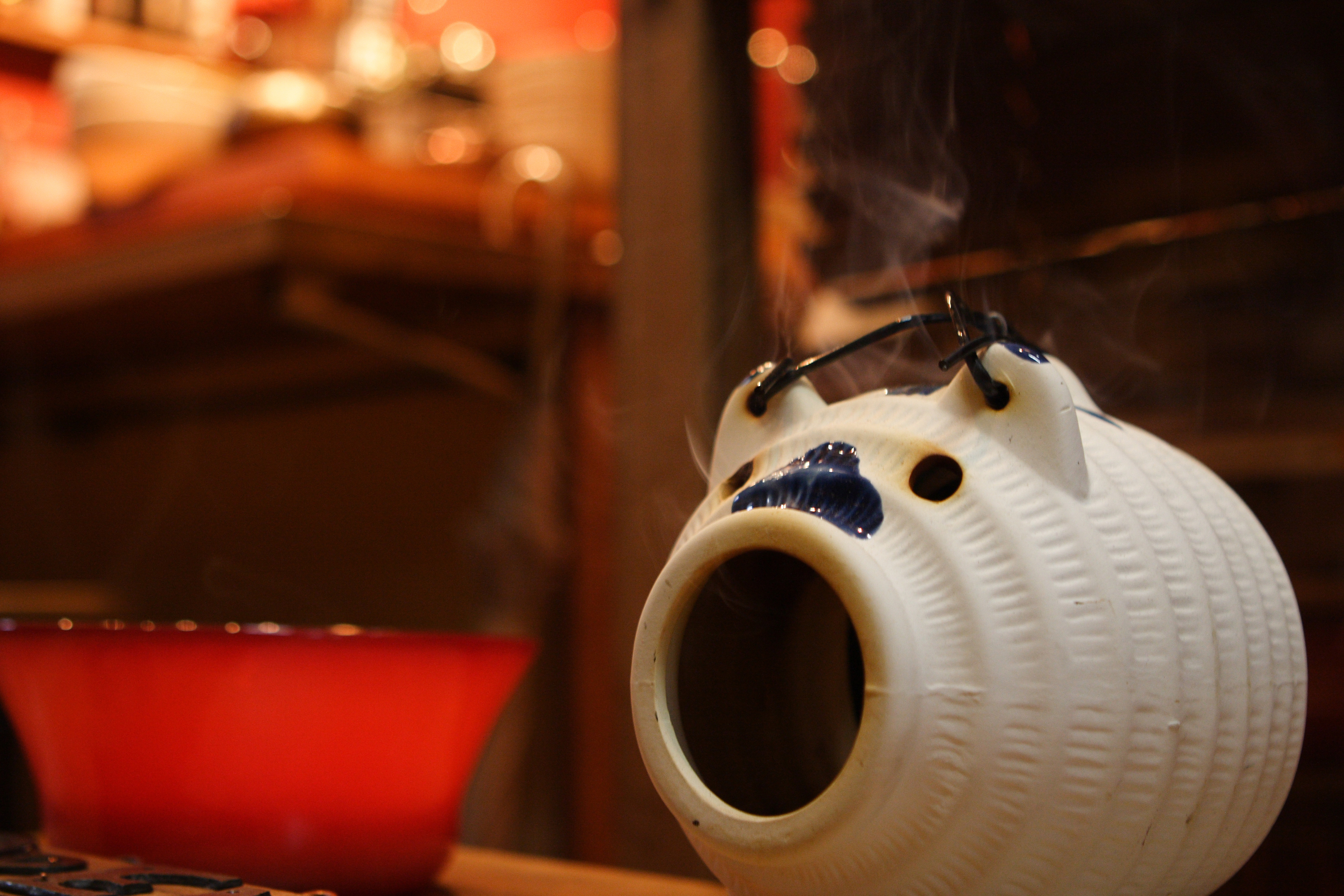
蚊遣器（蚊遣豚） 豚の胴を模した陶器の中に線香を入れて使用する
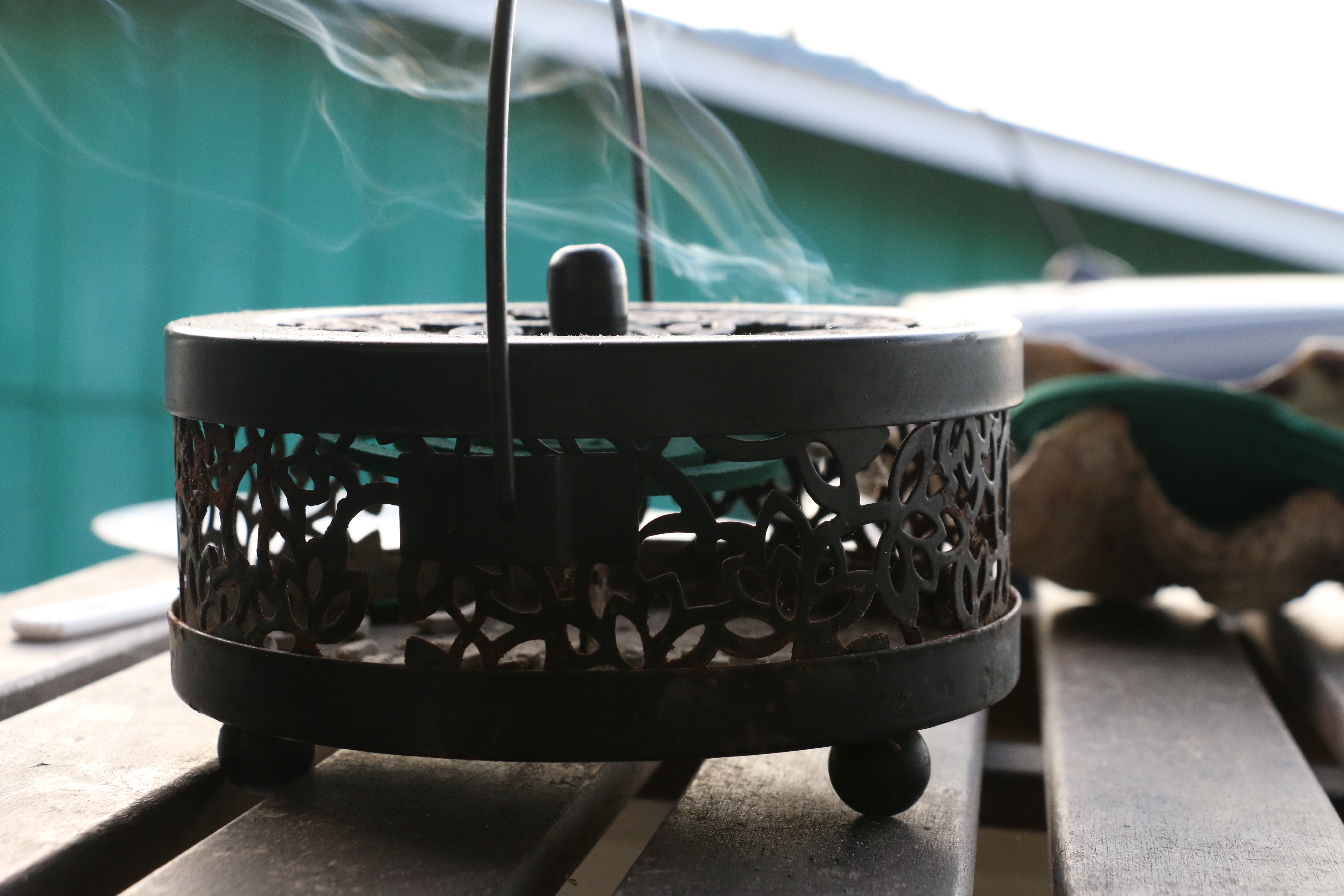
線香皿
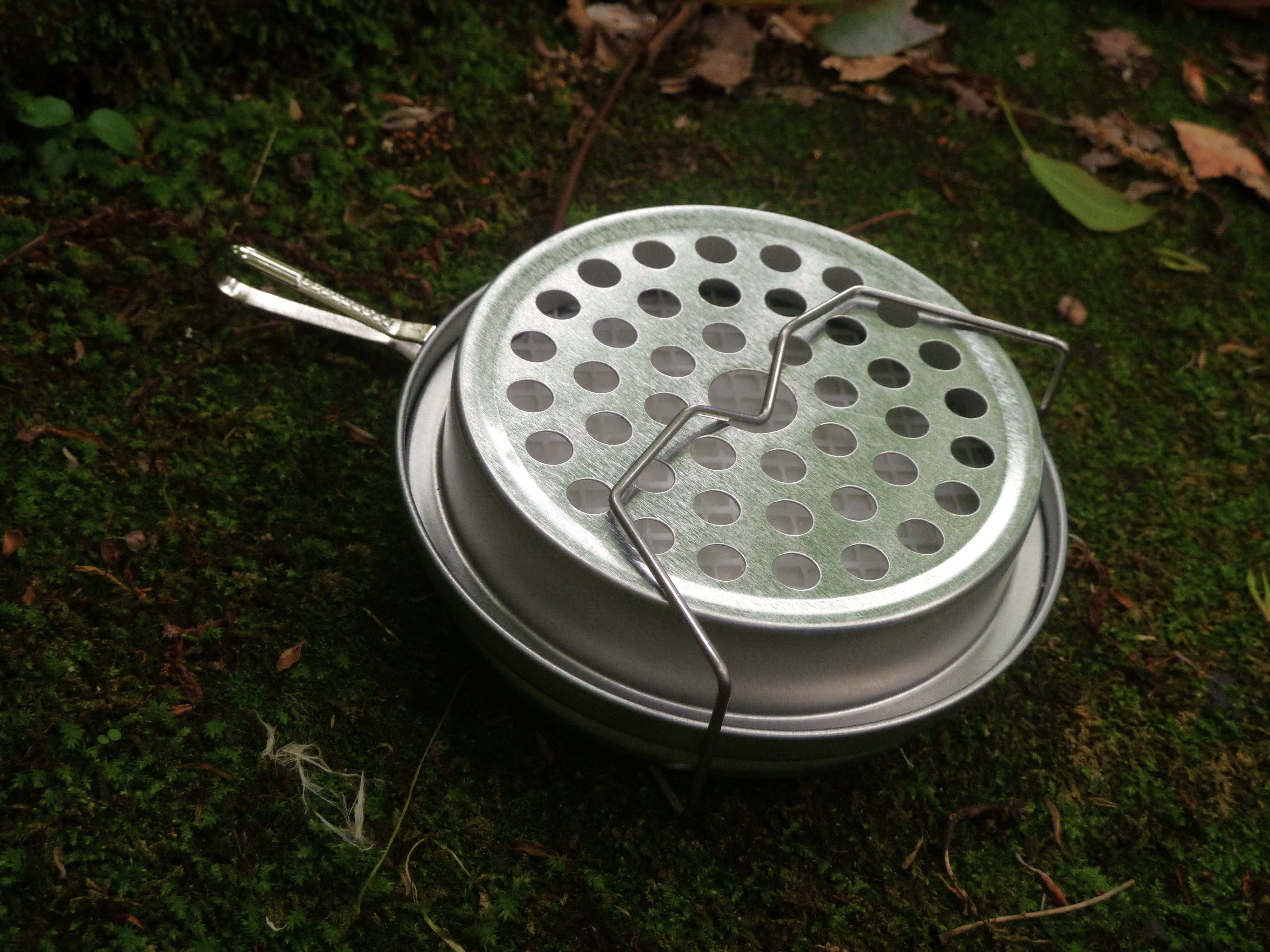
吊り下げ方式の線香皿
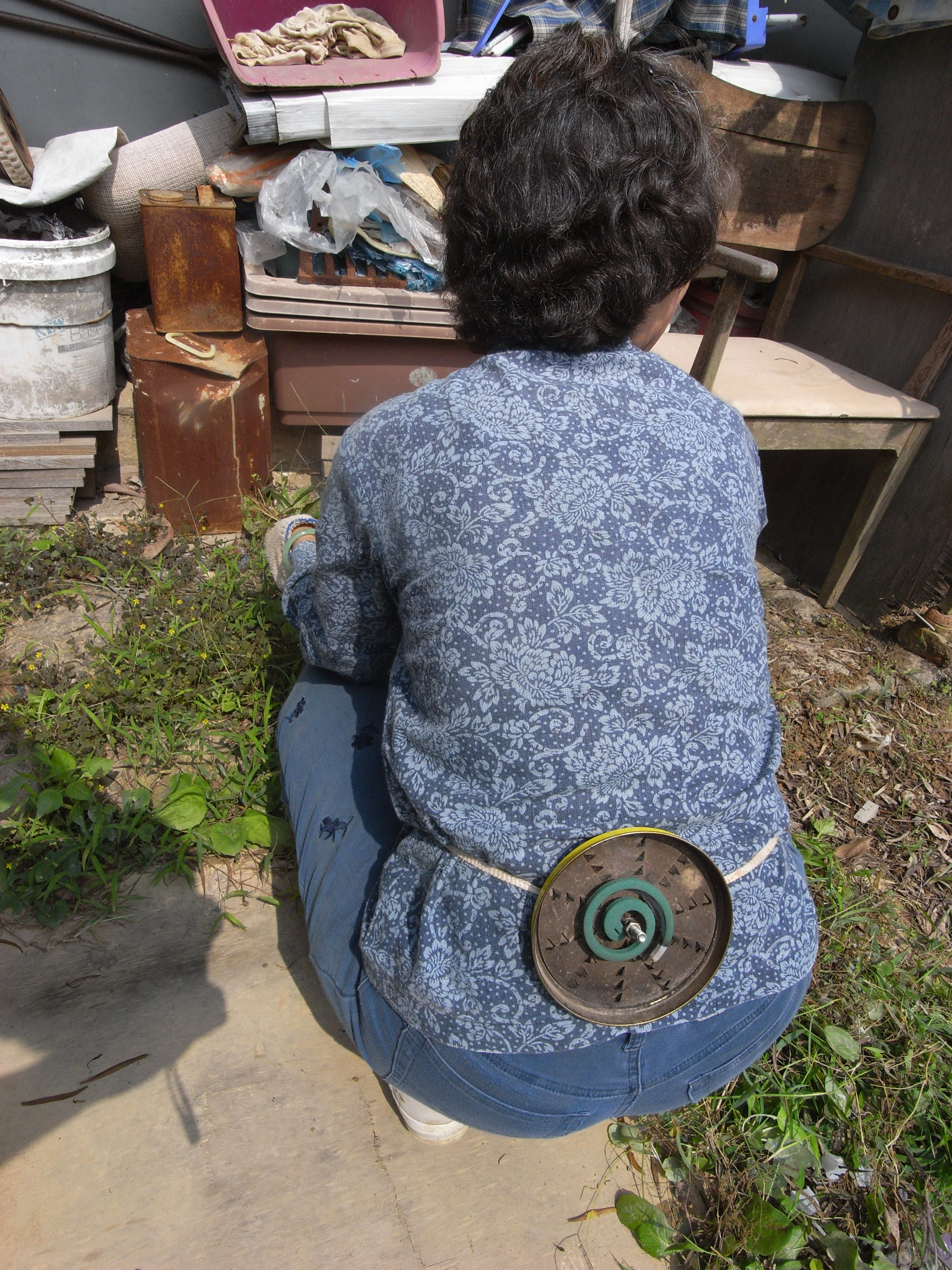
屋外での利用

## 現状
1960年代から、火を使わず煙が出ないマット式の電気蚊取が開発され、さらに電気も使わず効果が数時間持続するスプレー式防虫剤も販売されている。先述のとおり火を使うタイプのものは、発煙し火災のリスクもあるなどデメリットが大きいことから、日本では年々見かけなくなってきている。
電源不要で屋外でも使用できることから、東南アジアでは屋外で長時間使用できる大型タイプに一定の需要がある。特にタイ王国では、近隣国に比べて100巻入りが売れている。アース製薬では、東南アジア向けに販売している製品を、アウトドア向けとして日本に逆輸入している。

## 危険性
蚊取り線香の燃焼は、ベンゼンやホルムアルデヒドといった揮発性有機化合物（VOC）や、二酸化窒素、発がん性の多環芳香族炭化水素（PAH）を含む粒子状物質といった汚染物質を発生させる。研究によれば、蚊取り線香1本の燃焼（2時間）は、紙巻きたばこ約75 - 137本分のPM2.5、同約51本分のホルムアルデヒドを発生させ、室内空気質は容易に環境基準を超えて汚染される。こうした汚染は、とりわけ子供の健康に深刻な影響を与える可能性があり、長期連用は喘息や喘鳴の増加と関連がある。
その他、火気の使用を含む、線香一般における危険性については線香#危険性を参照。
2021年には、台湾（中華民国）で蚊取り線香の不始末によりビル火災が発生。46人死亡、41人が負傷している。

## 主な蚊取り線香メーカー
- 大日本除虫菊
- アース製薬
- フマキラー
- ライオンケミカル
- 児玉兄弟商会
- 紀陽除虫菊